# 약산면
약산면은 전라남도 완도군에 속하며, 전라남도 완도군 동쪽에 위치해 있다.

## 역사
- 828년(신라 흥덕왕 3년) : 장보고가 완도읍 죽청리에 청해진을 설치할 때 주민이 최초로 섬에 들어왔다.
- 고려 : 영암군의 탐진현에 속하였다.
- 1124년 : 장흥부에 속하였다.
- 1417년 : 탐진현이 도강현과 합하여 강진현이 되었다.
- 1501년 : 강진현의 칠량으로 소속이 이관되어, 이때부터 강진현 소속으로 485년간 속했다.
- 1896년 : 완도군이 신설되어 조약면이라 칭하고, 행정구역으로 16개리를 설치하고 면사무소는 관산리에 위치하였다.
- 1914년 4월 1일 : 행정구역 통폐합으로 고금면과 통합되었다.
- 1949년 4월 1일 : 고금면으로부터 분면하여 약산면으로 승격되었다.

## 지리
약산면은 본섬인 조약도(助藥島)와 섬어두리 등 4개의 무인 부속섬으로 이루어져 있다.
위치는 장흥반도의 남쪽 해상 약 2 km에 위치해 있는데, 완도군의 본섬인 완도와는 약 11 km 동쪽에 위치하고 있다. 서쪽으로 고금도와 약 300ｍ, 동쪽으로는 평일도와 생일도에 각각 약 3.5 km, 동북쪽 금당도에 8.2 km, 남서쪽 신지도와는 1.4 km로 주변 섬들과 근거리에 인접해 있으며, 남쪽 청산도와는 약 15.5 km 떨어져 있다.
면적은 26.70 km2이고, 해안선 길이는 약 50 km이다.(각각의 기록에 따라 면적의 차이가 있는데 가장 작은 기록은 23.80 km2 이고, 최고인 기록은 28.75 km2로 기록하고 있다.) 섬의 남부에는 397ｍ 높이의 삼문산이 솟아 섬의 2/3 가량을 지배하고 있다. 망봉의 정상에는 봉화대의 흔적이 아직까지 남아있다.

약산간척지

조약도는 험한 산세로 사제를 출연하여 개간되어(사패지) 궁중장토로 대대로 내려오면서 이전부터 막대한 조세부담이 있어왔다. 그래서 섬에는 산을 농토로 개간하는 것(해발 300m가 넘는 불당에는 아직도 논의 흔적들을 볼 수 있다.)과 별개로 농토를 늘리기 위한 목적으로 소규모의 간척사업들이 많았다. 우두리 앞, 관중리와 신기리 앞 2개소, 천동리 앞, 화가리 앞, 여동리 앞, 장용리 앞, 그리고 재일 규모가 컸던 해동리 앞 간척지까지 경작면적을 늘이기 위한 노력이 지속되었다.
현대에 들어와 국책사업으로 우두리와 구암리 앞바다를 가로 지르는 간척사업이 1987년 착공하여  10여년의 공사가 진행되어 1997년 완공되었다. 이 간척사업으로 약 300ha의 면적이 조성되어 농경지로 181ha와 780만m2의 담수호가 조성되었다.

### 기후
남해의 난류의 영향으로 온난 다우한 해양성 기후를 가지고 있으며, 1월 평균기온 0.1°C, 8월 평균기온 25°C, 연강우량 1217.9mm이다. 강설양은 2.0mm이다. 그러나 2000년대 이르러 겨울철 기온의 상승으로 10cm 이상의 폭설이 종종 내리는 등 겨울철 강설량이 크게 증가하고 있다.

## 교통

약산대교

1999년에 이르러 고금도와 연결하는 연도교인 약산대교가 개통되고, 2007년 6월 29일 고금도와 강진군 마량면을 연결하는 고금대교가 개통되어 육지화가 되어 기상에 관계없이 육지를 오갈 수 있게 되었다.
약산대교와 고금대교가 개통된 이후 육지와의 교통편은 대폭 개선 되었다. 강진군의 군내버스가 당목항에서 강진까지 하루 5번 연결하고, 금호고속 직행버스가 광주에서 약산면 당목항까지 하루 4번씩 운행한다. 고금면과의 군내버스도 연계운행중이다. 고금면과 육지와의 교통편은 강진군내버스와 시외버스 모두 각각 11편씩이 있다.
면내의 교통상황은 줄어든 인구수와 더불어 약산대교 개통 이후 고금면과 교통편이 연계되는 과정과 고금대교가 개통되면서 강진군과 교통편이 연계되는 과정에서, 섬의 남부지역 마을들은 이전보다 버스 회차가 줄어드는 등 불편해졌는데, 이 부족해진 교통 상황은 택시를 이용해 해소하고 있다.
해상교통은 연도교인 약산대교와 연륙교인 고금대교가 잇따라 개통됨에 따라 강진군 마량항에서 완도군의 동부의 섬들을 이어주던 교통편은 대부분 사라졌다. 다리 개통 이전에는 추석과 구정때마다 마량항에서 몇시간씩 기다려서 고향을 찾곤했다. 마량항에서 약산면의 동쪽지역인 금일읍과 생일면을 이어주던 해상교통은 당목항에서 계속되고 있으며 금일읍과 생일면을 이어주는 뱃길이 30분마다 있다. 금일읍과 생일면은 마량항에서 해상으로 20km가 넘던 뱃길이 8km 이내로 단축되었고 소요시간도 1시간이 넘던 시간이 30분대로 줄어들었다.

## 행정 구역

면사무소 소재지

장룡(藏龍)·관산(冠山)·해동(海東)·우두(牛頭)·득암(得巖)의 5개 법정리와 21개의 행정리가 있다. 면사무소 소재지는 장용리이다.
| 법정리 | 행정리                                 |
| ------ | -------------------------------------- |
| 관산리 | 관산리, 관중리, 관서리, 신기리         |
| 득암리 | 득암리, 구암리, 상득암리, 사동리       |
| 우두리 | 우두리, 천동리, 넙고리, 화가리, 여동리 |
| 장용리 | 장용리, 구성리, 죽선리, 가래리         |
| 해동리 | 해동리, 당목리, 어두리, 가사리         |

## 부속 도서
- 관산리, 득암리, 우두리, 장용리, 해동리 : 조약도
- 장용리 : 대죽도, 소죽도
- 해동리 : 덕도, 1098번지 섬

## 문화·관광

### 유적,볼거리
삼문산 정상에는 남해의 부속섬들을 한눈에 볼 수 있는 위치(맑은 날에는 제주도의 한라산까지보임.)에 있어서 조선시대부터 사용하던 대한민국 최남단 봉수터가 아직도 남아있다. 해동리에 사지, 득암리에 베틀굴이 있다.
1984년 전남 완도군 약산면 어두리 앞바다에서 일명 '완도선'이라 명명된 11세기 선박이 인양되었고, 약 3,000여점의 도자기, 18여편의 금속조각, 9여편의 나무조각, 18여편의 선체 조각등 고려시대 자기들과 고대 한국 선박의 원형을 알 수 있게 해주는 유물이 출토되었다. 인양된 완도선은 현재는 복원되어 목포해양박물관에 전시하고 있다.
- 가사동 해수욕장 - 약 200m의 작은 해변을 가진 소규모 해수욕장이지만 배후에 동백등 활엽수군락이 있고, 이 활엽수군락을 지나 흘러 들어오는 자연수에 바닷물이 깨끗하고 시원하다. 주위에 바다갯바위 낚시등을 할 수 있어 조용하게 휴양을 즐길 수 있다. 근처 해동사는 아침 일출이 아름답다.

- 삼문산 등반로 - 비교적 낮은 해발의 산이지만 골짜기가 비교적 험한 산이다. 그러나 등산로는 비교적 평탄하고 짧은편 이어서 가족단위로 등산을 즐길 수 있고, 삼문산 정상인 망봉에서는 탁트인 남해의 전망을 즐길 수 있다. 망봉의 정상에는 조선시대 최남단 봉수대터가 남아있다. 맑은 날 등거산의 토끼봉은 신지도 건너 청산도와 그 뒤로 한라산까지 보이기도 한다.

- 약산 진달래축제 - 지역경제 활성화 일환으로 2000년 시작된 지역축제로 망봉의 남쪽 아래에 행사를 진행하는 진달래공원을 조성해 놓았는데 4월에 시원하게 펼쳐진 남해바다를 배경으로 진달래와 철축이 가득 피고, 흑염소 싸움대회등 여러 행사들을 즐길 수 있다. 진달래공원은 수세식화장실과 수도시설을 갖추어 놓아 카캠핑도 가능하다.

- 충혼탑 - 약산면사무소 뒷편에 위치한 한국전쟁 당시 인민군과 전투를 벌여 격퇴한 경찰 26명과 방위군3명의 넋을 위로하는 기념비다. 최초에는 약산중학교 교내에 세웠으나, 장소가 협소하여 1980년대 후반 격전지였던 현재의 자리로 이전하였다.

- 약산호 - 약산방조제 공사에서 약 780만m2의 규모로 조성된 담수호로 낚시꾼 사이에서는 씨알이 굵은 붕어민물낚시로 많이 알려져 있다. 또한 겨울철에는 많은 철새들이 찾아오는 철새의 도래지이다.

### 관련 전설
- 150여 년 전에 이 섬의 한 어부가 어전(漁箭)에 김이 착생한 것을 보고 이것을 양식했다고 하는 전설이 있다.
- 옛날 삼문산에 기거하던 3명의 처사가 섬의 남쪽에 난파된 오키나와인들을 구해 주었는데 그들이 감사의 표시로 남감저를 주고 갔다고 하는데 이들 처사들이 심어 먹으면서 고금도 주민들에게도 전해 주었는데 이것이 전국으로 퍼지면서 고금도의 이름을 따라서 고구마라고 했다고 한다.
- 당목의 산당은 약350년 전에 마을에 정착한 사람들이 마을도로 작업을 하다 돌을 발견했는데 괭이에 상처 입은 자리에서 피가 흘러내려 이를 괴이하게 여겨 이 돌을 신당을 만들어 모셨다고 한다.

## 주요 시설
- 약산면사무소
- 약산면파출소
- 약산우체국
- 완도농협 약산지점(약산금일농협이 2009년5월 완도농협에 흡수통합.)
- 수협약산지점
- 약산면보건지소, 해동진료소
- 약산면소방출장소
- 주유소 2개소
- 농협마트
- 개인택시조합

## 교육 기관
- 약산초등학교 : 약산면 약산로 351-1[1]
  - 약산국민학교 넙고분교 : 약산면 천동넙고길 126
  - 약산국민학교 득암분교 : 약산면 득암4번길 37
  - 약산초등학교 우두분교 : 약산면 우두리 1047
- 해동초등학교 : 약산면 해동리 402
  - 해동초등학교 어두분교 : 약산면 약산로 1020
- 약산중학교 : 약산면 약산로 366
- 약산고등학교 : 약산면 약산로 366

## 주요 생산물
주요 농산물은 쌀·보리·콩·고추 등이다. 약산간척지의 조성으로 쌀은 연간 1000톤 이상을 생산하고 있다.
섬의 남동쪽과 남서쪽 연안에서 김과 미역 양식이 성하며 최근에는 다시마의 양식도 이루어지고 있다. 부근 수역은 제주해엽을 통과하는 난류의 영향으로 난류성 어족의 회유가 많아 고등어·전갱이·도미·갈치 등이 많이 잡힌다. 최근에는 광어와 전복의 양식으로도 유명하다.
약산면은 섬에서 자라나는 수많은 자생약초를 먹고 자란 약산흑염소로 유명하다. 조선시대 궁중진상품으로 유명했으며 삼지구엽초 또한 스테미너에 효과가 있다하여 진상되었다. 현재에도 이들의 명맥을 유지하고 있다. 예전 약초의 섬이라 불리며 궁중의 약재를 공급하던 명성과 궁중에 진상되던 흑염소의 명성을 그대로 살려 생약초 테마파크의 조성을 하여 대도시의 부녀회와 자매결연 등의 방법으로 특산품화를 진행하고 있다.